# Sharon Pratt Kelly
Pour les articles homonymes, voir Pratt et Kelly.
Sharon Pratt Kelly, née le 30 janvier 1944 à Washington (district de Columbia), est une femme politique américaine, membre du Parti démocrate. Elle est la troisième maire du district de Columbia, et la première femme à occuper ce poste, entre 1991 et 1995.

## Biographie

### Jeunesse et formation
Sharon Pratt est l'enfant aînée de Mildred Petticord Pratt et de Carlisle E. Pratt, un avocat devenu juge auprès de la Cour supérieure du district de Columbia. Alors que Sharon a seulement quatre ans, sa mère meurt des suites d'un cancer du sein. Son père l'élève dans des valeurs féministes transmises par son épouse Mildred décédée, à savoir la confiance que les femmes doivent avoir quant à leurs capacités et compétences. Durant ses études primaires, Sharon est une élève moyenne préférant le baseball au travail scolaire, ce n'est que lorsqu'elle entame ses études secondaires à la  Theodore Roosevelt High School (Washington, D.C.) (en) qu'elle se met à travailler ; elle achève ses études secondaires en 1961 avec la mention honorable. Sharon est acceptée à l'université Howard, où elle obtient un Bachelor of Sciences politiques (licence) en 1965. Elle poursuit ses études à la Howard University School of Law (en), où elle obtient le Juris Doctor en 1968,,,,,.

### Carrière

#### La juriste
Après avoir terminé ses études de droit, Sharon Pratt s'inscrit au barreau et travaille comme avocate associée au sein du cabinet de son père de 1971 à 1976. Elle se spécialise sur le droit des mineurs incarcérés, dont elle sera plusieurs fois la défenseure. Elle complète sa formation en suivant des cours de droit à l'Antioch School of Law (en) (connue maintenant sous le nom de David A. Clarke School of Law (en), faculté de droit de l'université du district de Columbia. En 1972, elle est engagée comme professeure de droit à l'Antioch School of Law, poste qu'elle occupe pendant quatre ans,,.
En 1976, elle est recrutée par la Pepco (Potomac Electric Power Company) comme conseillère juridique, avant de devenir la première femme afro-américaine à être nommée au poste de vice-présidente de la Pepco en 1983,.

#### L'entrée en politique
En 1977, elle est élue membre du Comité national démocrate (DNC) ; elle est la première femme à occuper ce poste. Puis elle devient la trésorière du DNC de 1985 à 1989. En 1983, lors de la Convention nationale démocrate, elle est élue pour siéger à la commission des règlements et à la commission de validation des nominations et mandats,.

#### La conquête de la mairie de Washington (district de Columbia)
En 1989, Sharon Pratt s'inquiète de la situation de la ville de Washington (district de Columbia), qui est plus que problématique. La gestion de l'équipe municipale du maire Marion Barry (qui est en poste depuis 1979), était désastreuse, des scandales de corruption et de fraudes touchent plusieurs de ses membres, le maire lui-même est condamné à six mois de prison pour détention et consommation de cocaïne,. Le statut de la ville de Washington (district de Columbia) est particulier : pendant longtemps la capitale fédérale était administrée par un conseil nommé par le président des États-Unis et ce n'est qu'en 1974 que les habitants peuvent élire un maire. Elle pose sa candidature pour la mairie avec un programme ambitieux : elle s'engage à réduire le taux de meurtres de Washington, qui était le plus élevé du pays et à réduire l'endettement de la ville par la suppression de 2 000 emplois.
Le 11 septembre 1990, Sharon Pratt remporte la primaire démocrate en battant le conseiller John Ray. Lors de l'élection municipale du 6 novembre suivant, elle s'impose largement face à son adversaire le républicain Maurice T. Turner, le Chief of the Metropolitan Police Department of the District of Columbia (en) en poste. Elle est élue maire avec 86 % des voix, du jamais vu dans les annales de la ville,,.

#### Une situation inattendue
Lorsque Sharon Pratt prend la direction de la mairie de Washington, succédant à Marion Barry, elle découvre une administration rongée par des années de corruption, une bureaucratie pléthorique et un déficit du budget qui, accumulé au long des années, a créé une dette d'un montant de 330 millions de $. Comme le déclare sa cheffe de cabinet, Patricia Worthy : « Quand elle est arrivée, elle n'avait aucune idée de la gravité de la situation [...]. Il a fallu des semaines avant qu'elle ne réalise à quel point c'était calamiteux. Nous l'avons réalisé si tard que nous ne pouvions plus blâmer l'administration précédente ». La situation est tellement « cauchemardesque »  que sa cheffe de cabinet quitte son poste au bout de neuf mois en déclarant son impuissance vis à vis de l'état catastrophique des finances.
Face à cette épreuve autant gravissime qu'inattendue, Sharon Pratt fait appel à Eleanor Holmes Norton, la nouvelle déléguée de la capitale fédérale, Washington (district de Columbia), dont le mandat est particulier car sans droit de vote à la Chambre des représentants des États-Unis. Grâce l'intervention d'Eleanor Holmes Norton, elle obtient une subvention d’urgence d'un montant de 100 millions de $ pour couvrir les frais de fonctionnement de la mairie. Mais peu à peu, les relations vont de distendre entre Sharon Pratt et Eleanor Holmes Norton. Cette dernière avait à son actif une longue expérience politique réussie derrière elle, sa popularité auprès des Washingtoniens était bien établie et avait largement démontré sa capacité à défendre le district auprès du Congrès,.
Si Sharon Pratt avait une bonne expérience du fonctionnement du Parti démocrate, en revanche elle n'avait aucune expérience comme politique de terrain, elle n'était pas préparée a se confronter à une telle situation, et n'a pas su se faire aider par Eleanor Holmes Norton, dont le prestige grandissant va la mettre dans l'ombre. L'exemple le plus flagrant est le projet de Sharon Pratt pour faire installer un casino dans le district afin de trouver de nouvelles ressources fiscales, alors qu'Eleanor Holmes Norton dépose auprès de la Chambre des représentants un projet de loi, le « New Columbia Statehood Act », qui a pour but d'établir le district de Columbia comme le 51e État des États-Unis. Ce projet de casino est découvert par Eleanor Holmes Norton alors qu'elle lit la presse ; parallèlement, la révélation de ce projet suscite un tollé à la Chambre et malgré le soutien du président Bill Clinton et de leaders clés au Congrès comme Dick Gephardt le président du groupe des démocrates à la Chambre des représentants, le « New Columbia Statehood Act » est refusé, les Républicains arguant que Sharon Pratt s'est montrée incapable d'administrer le district comme un État. Sharon Pratt a la maladresse de dire que le district de Columbia est « la case de l'oncle Tom du Congrès ». Isolée, elle mène diverses réformes qui ne résorbent pas la dette. Au contraire, à la fin de son mandat en 1995, le montant de celle-ci se monte à 700 millions de $. La ville est en état de quasi-faillite et elle est obligée de faire appel au banques pour payer les employés de ses services publics essentiels (policiers, pompiers, enseignants, personnel de santé, personnel de voirie, etc.). Les banques se montent prudentes, doutant de la solvabilité de la municipalité. De façon habituelle, les municipalités américaines se financent par les taxes et impôts divers, notamment ceux des entreprises et des propriétaires immobiliers ; or Washington dispose de très peu d'entreprises et tous les bâtiments fédéraux (Maison-Blanche, Congrès, ministères, Bibliothèque du Congrès, musées, monuments historiques, etc.) appartiennent au gouvernement fédéral et ne versent aucun impôt à la municipalité. Cet appauvrissement est également celui de la population, le chômage étant lié au peu d'emplois en dehors de l'administration fédérale, tandis que se développe une économie parallèle par divers trafics dont celui de la drogue.
Le mandat de Sharon Pratt, devenue Sharon Kelly par son remariage, allant d'échec en échec, va paradoxalement favoriser le retour de l'ancien maire clientéliste Marion Barry. Par ailleurs, on lui reproche ses frais de maquillage pour passer à divers talk-show télévisés qui se montent à 5 000 $ annuels payés par les contribuables, ainsi que des dépenses de prestige comme l'achat d'un immeuble pour installer son bureau de maire pour une somme de 143 millions de dollars et pour avoir dépensé 40 000 $ pour une cheminée en granit dans son bureau au sein du nouveau bâtiment, à un moment où la ville faisait face à un déficit de 300 millions de dollars.
Le 13 septembre 1994, Sharon Kelly, subit une défaite cuisante lors de l'élection primaire face à Marion Barry, ne recueillant que 12 % des voix,,,,,.

#### Un retour à la vie publique controversé
Sharon Pratt Kelly fonde une entreprise de conseil, le cabinet Pratt Consulting, qui travaille auprès des agences fédérales, des collectivités étatiques et locales et de groupes à but non lucratif. En  février 2003, Sharon Pratt Kelly obtient un contrat de 235 000 $ du Département de la santé du district de Columbia pour devenir le principal contact de la ville avec les agences fédérales de sécurité intérieure. Le contrat lui demande également d'enquêter sur l'amélioration des communications et de la technologie pour protéger le district du bioterrorisme. Selon Michael SA Richardson, le directeur adjoint du Département de la santé du district de Columbia, le cabinet Pratt Consulting a été choisi car il fait la preuve de son expertise dans le domaine depuis cinq ans. L'attribution du contrat a fait l'objet d'un montage particulier car Pratt Consulting ne figurait pas sur la liste des entreprises agréées par la ville de Washington. Aussi, le contrat de conseil a été attribué à Temple Group, une entreprise spécialisée dans la gestion de projets de construction, qui a passé un contrat de sous-traitance avec Pratt Consulting, en prenant une commission de frais de gestion de 21 000 $sur les 236 000 $ alloués. Ce montage a fait l'objet de critique, car si Temple Group est une société agréée par la ville de Washington, en revanche, sa directrice Lorraine H. Brown est une amie de Sharon Pratt Kelly, information confirmée par Carolyn Bowden, la porte-parole de Pratt Consulting. Michael SA Richardson a dû faire des déclarations pour préciser que le choix de Pratt Consulting s'est fait en dehors de toute pression, qu'il a été choisi sur le critère de son expérience auprès de diverses instances fédérales et qu'il possédait une expertise découlant de son travail avec Ingenium Corporation, une société de technologie du comté de Prince George spécialisée dans le développement de réseaux de communication sécurisés et que les contrats étaient pour des périodes de six mois renouvelables. Interrogé, le maire Anthony A. Williams s'est refusé à tout commentaire.

### Vie privée
En 1966, Sharon Pratt épouse Arrington Dixon (en), le couple donne naissance à deux filles, Aimee et Drew. ils divorcent en 1982,.
En 1991, elle épouse l'homme d'affaires James Kelly III, c'est à partir de ce mariage qu'elle prend le nom de Sharon Pratt Kelly ou de Sharon Kelly .

## Prix et distinctions
- 1988 : elle fait partie des huit premières femmes admises au musée consacré aux femmes illustres de Washington (district de Columbia) le D.C. Women's Hall of Fame (en)[22],
- 1991 : co-lauréate du Candace Award (en) décerné par la National Coalition of 100 Black Women[23],